# Northmen: A Viking Saga
Northmen: A Viking Saga es una película del director suizo Claudio Fäh, estrenada en 2014.
La película, ambientada en el siglo IX, sigue a un grupo de vikingos bajo el mandato del joven guerrero Asbjorn, que huyen de Haral Schönhaar, rey de todos los nórdicos, que los desterró bajo pena de muerte por haber rehusado someterse a su soberanía. El grupo avanza rumbo a Gran Bretaña con la intención de saquear los ricos monasterios de Lindisfarne pero, debido a una tempestad, son conducidos a una región hostil de Escocia con pocos supervivientes. Con la ayuda de un enigmático monje guerrero, parten a través de un territorio enemigo para alcanzar una segura fortaleza vikinga.

## Sinopsis
Una banda de vikingos están varados en la costa del Reino de Alba (la actual Escocia) tras las líneas enemigas luego de que su embarcación se hundiera durante una tormenta. Su única posibilidad de sobrevivir es encontrar un camino que los lleve hacia Danelag, un asentamiento vikingo.
Pronto su viaje se convierte en una carrera por salvar sus vidas luego de que el rey de Alba mandara a sus más peligrosos mercenarios tras ellos, después de que los vikingos hubieran secuestrado (sin conocer su identidad) a la única hija y heredera del rey, la princesa Inghean. Cuando el grupo se encuentra con Conall, una especie de monje cristiano que predica con su espada, los mercenarios pronto se convierten en la presa, luego de que los vikingos pusieran trampas mortales y persiguieran sin piedad uno por uno a sus perseguidores.

## Reparto
- Tom Hopper como Asbjörn.[2]
- Ken Duken como Thorald.
- Ryan Kwanten como Conall.
- James Norton como Bjorn.
- Ed Skrein como Hjorr.
- Anatole Taubman como Bovarr.
- Leo Gregory como Jorund.
- Charlie Murphy como Inghean.
- Darrell D'Silva como Gunnar.
- Johan Hegg como Valli.
- Danny Keogh como el Rey Dunchaid.
- Joe Vaz como Murdill.
- Nic Rasenti como Gostum.
- Richard Lothian como Haldor.
- Mark Strepan como el Grim.

## Producción
La película fue dirigida por el director suizo Claudio Fäh, con guion de Bastian Zach, Matthias Bauer, Fäh y Adrian Jelcik. Fue producida por Marco Del Bianco, Karin G. Dietrich, Ralph S. Dietrich, Daniel Höltschi, Frank Kaminski, Bertha Spieker, Ulrich Stiehm, Giselher Venzke y Rolf Wappenschmitt y se filmó en Suiza, Alemania y Sudáfrica.